# Ernst Peschka

Ernst Peschka

Ernst Peschka (geboren 20. Juni 1900 in Mährisch Trübau, Österreich-Ungarn; gestorben 17. Januar 1970 in Waldkraiburg) war ein deutscher Politiker (SdP, später NSDAP).

## Leben und Wirken
Nach dem Besuch der Volksschule und der Bürgerschule sowie des Gymnasiums in Mährisch-Trübau wurde Ernst Peschka an der Deutschen Technischen Hochschule Brünn im Elektrofach ausgebildet. Nach dem Bestehen der 2. Staatsprüfung verließ er diese als Diplom-Ingenieur. Von 1923 bis 1926 fungierte er als Assistent an der Lehrkanzel für Wirtschaftswissenschaften der Deutschen Technischen Hochschule Brünn.
Ab 1933 gehörte er der Landesleitung der Sudetendeutschen Heimatfront (SHF) an und übernahm von 1934 bis 1935 Aufgaben als Referent für Wirtschaftsfragen in der Hauptleitung der Sudetendeutschen Heimatfront, die 1935 in Sudetendeutsche Partei (SdP) umbenannt wurde. Von 1935 bis 1938 war Peschka Leiter des Hauptamtes für Handwerk und Handel in der SdP. Am 19. Mai 1935 wurde er Abgeordneter der SdP im Prager Parlament.
Nach der Annexion der Sudetengebiete durch das Deutsche Reich im Oktober 1938 wurde Peschka Generalbeauftragter des „Stillhaltekommissars“ für Handwerksorganisationen. Zudem bekleidete er Ämter als Gauhandwerkswalter der Deutschen Arbeitsfront im Gau Sudetenland, als Beauftragter für Handwerk und Handel in der Gauleitung der NSDAP, Gau Sudetenland und seit Dezember 1938 als Beauftragter Landeshandwerksmeister des Gaues Sudetenland. Danach wurde er Präsident der Handwerkskammer in Reichenberg sowie Gauamtsleiter in der dortigen Hauptstelle Handwerk und Handel. Anlässlich der Nachwahl vom 4. Dezember 1938 trat Peschka zudem in den nationalsozialistischen Reichstag ein, dem er bis zum Ende der NS-Herrschaft im Frühjahr 1945 als Vertreter der Sudetengebiete angehörte. Zum 1. November 1938 war er der NSDAP beigetreten (Mitgliedsnummer 6.600.847). Ab Dezember 1938 war er Landeshandwerksmeister und von Mai 1943 bis Kriegsende Gauhandwerksmeister im Sudetenland. Von Januar 1943 bis zum Kriegsende war er Vizepräsident der Gauwirtschaftskammer Sudetenland. 1939 wurde er zudem Bundesführerstellvertreter des Bundes der Deutschen.
Peschka war Mitglied der SA und erreichte in dieser NS-Organisation den Rang eines Standartenführers.